# Ministerio de Defensa Nacional (República Popular China)
El Ministerio de Defensa Nacional de la República Popular China (en chino simplificado; 中华人民共和国国防部, chino tradicional; 中華人民共和國國防部, pinyin; Zhōnghuá Rénmín Gònghéguó Guófángbù) o abreviado el "Ministerio de Defensa Nacional" (chino simplificado; 国防部,chino tradicional; 國防部, pinyin; Guófángbù) es el ministerio en segundo lugar bajo el Consejo de Estado. Está encabezado por el ministro de Defensa Nacional. 
El MND se creó de acuerdo con una decisión adoptada por la primera sesión del 1.er Congreso Nacional del Pueblo en 1954. A diferencia de la práctica en otras naciones, el MND no ejerce la autoridad de mando sobre el Ejército Popular de Liberación (EPL), que en cambio está subordinado a la Comisión Militar Central (CMC). En cambio, el MND en sí solo sirve como organismo de enlace que representa al CMC y al PLA cuando se trata de militares extranjeros en intercambio y cooperación militar. 
Sus responsabilidades oficiales habían sido ejercer una administración unificada sobre el desarrollo de las fuerzas armadas del país, tales como reclutamiento, organización, equipamiento, entrenamiento, investigación científica militar del Ejército Popular de Liberación (EPL) y la clasificación y remuneración de los oficiales y militares. Sin embargo, en realidad estas responsabilidades las llevan a cabo los 15 departamentos de la CMC.

## Estructura
Hay varios departamentos bajo el Ministerio de Defensa Nacional: 
- Oficina General
- Oficina de Asuntos Exteriores
- Oficina de Mantenimiento de la Paz
- Oficina de Reclutamiento

La Oficina General del Ministerio de Defensa Nacional es, de hecho, el mismo organismo que la Oficina General de la CMC. Otras oficinas también cuentan con personal del Departamento Conjunto del Personal. 

## Ministro
Aunque el Ministerio en sí no ejerce mucha autoridad, el papel del Ministro de Defensa Nacional siempre ha sido visto como una de las posiciones más importantes en el sistema político del país. El Ministro es siempre un oficial militar activo, un Consejero de Estado y un miembro del Comité Central del Partido Comunista y miembro (a veces un Vicepresidente) de la Comisión Militar Central, lo que le permite participar en la toma de decisiones en el PLA, el Gobierno y el partido. 